# Pál Várhidi
Pál Várhidi (Újpest, 6 de noviembre de 1931-Budapest, 12 de noviembre de 2015), nacido como Pál Vinkovics, fue un entrenador y futbolista húngaro que jugaba en la demarcación de defensa. Fue padre del también futbolista y entrenador Péter Várhidi.

## Selección nacional
Jugó un total de diez partidos con la selección de fútbol de Hungría. Debutó el 19 de septiembre de 1954 en un partido amistoso contra Rumania, encuentro que ganó el conjunto húngaro por 5-1. Además disputó la Copa Mundial de Fútbol de 1954 y los Juegos Olímpicos de Roma 1960, donde ganó la medalla de bronce. Su último partido con la selección absoluta lo disputó el 23 de junio de 1957 contra Bulgaria.

## Clubes

### Como futbolista
| Club      | País    | Año         |
| --------- | ------- | ----------- |
| Újpest FC | Hungría | 1949 - 1965 |

### Como entrenador
| Club              | País    | Año         |
| ----------------- | ------- | ----------- |
| Dunakanyar-Vác FC | Hungría | 1966 - 1967 |
| Budapesti EAC     | Hungría | 1968 - 1969 |
| Újpest FC         | Hungría | 1974 - 1980 |

## Palmarés

### Como futbolista

#### Campeonatos nacionales
| Título | Club      | País    | Año  |
| ------ | --------- | ------- | ---- |
| NBI    | Újpest FC | Hungría | 1960 |

### Como entrenador

#### Campeonatos nacionales
| Título          | Club      | País    | Año  |
| --------------- | --------- | ------- | ---- |
| NBI             | Újpest FC | Hungría | 1974 |
| NBI             | Újpest FC | Hungría | 1975 |
| NBI             | Újpest FC | Hungría | 1978 |
| NBI             | Újpest FC | Hungría | 1979 |
| Copa de Hungría | Újpest FC | Hungría | 1975 |